# Off!
Off! è un gruppo statunitense hardcore punk.

## Storia
Il gruppo fu fondato a Los Angeles verso la fine del 2009 dal cantante Keith Morris (Circle Jerks), dal frontman Dimitri Coats (Burning Brides), dal bassista Steven Shane McDonald (Redd Kross) e dal batterista Mario Rubalcaba (Rocket From The Crypt). L'idea di formare la band è arrivata dopo che Coats aveva lavorato come produttore ad un album dei Circle Jerks. Durante quel periodo, Coats e Morris scrissero svariate canzoni che usarono per iniziare il progetto Off!.
Il gruppo fece il suo debutto live nel 2010 al South by Southwest Music Festival ad Austin, nel Texas. La loro prima apparizione a Los Angeles fu durante una dimostrazione d'arte in uno spazio del magazzino del centro.
Il primo lavoro degli Off! è un vinile da 7" chiamato 1st EP, che debuttò il 13 ottobre 2010. Questo EP, assieme ad altri 3 EP, furono pubblicati il 14 dicembre in un cofanetto intitolato First Four EPs. La raccolta contiene sedici canzoni e un artwork fatto da Raymond Pettibon.

## Discografia
Album in studio
- 2012 – Off!
- 2014 – Wasted Years
- 2022 - Free LSD

Raccolte
- 2010 – First Four EPs

Album dal vivo
- 2013 – Live at 9:30 Club
- 2015 – Live From the BBC

Singoli
- 2010 – 1st EP
- 2011 – Compared To What/Rotten Apple
- 2011 – Live At Generation Records
- 2012 – Sugar Daddy Live Split Series (split con Melvins)
- 2014 – Learn to Obey
- 2022 – War Above Los Angeles

## Formazione
Attuale
- Keith Morris – voce (2009-presente)
- Dimitri Coats – chitarra elettrica (2009-presente)
- Autry Fulbright II – basso (2021–presente)
- Justin Brown – batteria (2021–presente)

Ex componenti
- Steven Shane McDonald – basso elettrico (2009-2021)
- Mario Rubalcaba – batteria (2009-2021)